# Patrick Angele

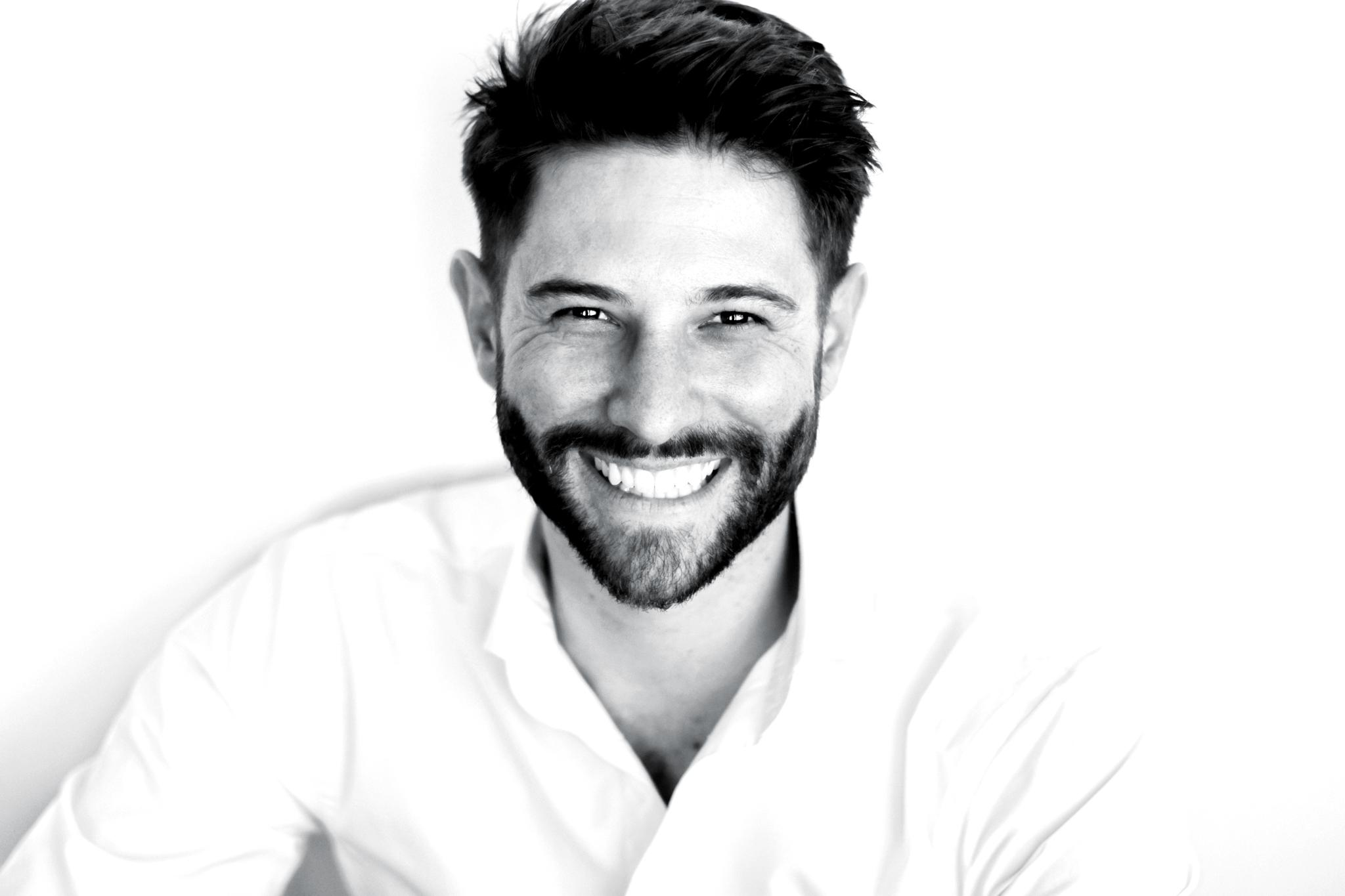
Patrick Angele

Patrick Angele (* 11. Oktober 1986) ist ein Schweizer Tantramasseur, Kursleiter und Yoga-Lehrer. Er war politisch als Mitglied des Gemeinderates von Dübendorf und Sekretär der Gruppe für eine Schweiz ohne Armee (GSoA) und Gewerkschaftssekretär der Gewerkschaft Unia aktiv. Er ist Mitglied der Sozialdemokratischen Partei. Er ist Schweizer-Luxemburger Doppelbürger.

## Biografie
Seine ersten Jahre verbrachte Patrick Angele im Kanton Graubünden, ehe seine Familie 1997 in den Kanton Zürich zog. Im Jahr 2005 schloss Angele eine Ausbildung als medizinischer Masseur ab. Er trat 2002 16-jährig der Jungsozialistischen Partei bei und wurde 2005 in die Geschäftsleitung gewählt. 2006 wurde er politischer Sekretär der Gruppe für eine Schweiz ohne Armee und in den Gemeinderat der Stadt Dübendorf gewählt. 2009 war Angele erster Vizepräsident des Gemeinderates. Gemäss Tradition wird der erste Vizepräsident im Folgejahr als Ratspräsident gewählt. 2010 lehnten die bürgerlichen Parteien seine Wahl ab und wählten stattdessen schliesslich Patric Crivelli (SVP). Sie begründeten die Nichtwahl mit Angeles Arbeit als Sekretär in der GSoA. Von 2011 bis 2016 war Angele Gewerkschaftssekretär bei der Gewerkschaft Unia Zürich-Schaffhausen. Seither arbeitet er als selbständiger Tantramasseur, Kursleiter und Yogalehrer in Dübendorf, wo er mit seinem Sohn lebt. Patrick Angele führt ein Studio für nackt Yoga.